# Francisco Manenti
Francisco Manenti (Rosario, 31 ottobre 1996) è un calciatore argentino, difensore del Mitre (SdE).

## Caratteristiche tecniche
È un difensore centrale.

## Carriera
È cresciuto nel settore giovanile del Newell's Old Boys.
Nel gennaio del 2019 è stato ceduto in prestito all'Unión Comercio, dove ha collezionato 9 presenze nella massima serie peruviana, e nel giugno dello stesso anno è passato al Central Córdoba (SdE) con la stessa formula.

## Statistiche
Statistiche aggiornate al 5 novembre 2019.

### Presenze e reti nei club
| Stagione        | Squadra               | Campionato      | Campionato | Campionato | Coppe nazionali | Coppe nazionali | Coppe nazionali | Coppe continentali | Coppe continentali | Coppe continentali | Altre coppe | Altre coppe | Altre coppe | Totale | Totale | Totale |
| Stagione        | Squadra               | Comp            | Pres       | Reti       | Comp            | Pres            | Reti            | Comp               | Pres               | Reti               | Comp        | Pres        | Reti        | Pres   | Reti   |        |
| --------------- | --------------------- | --------------- | ---------- | ---------- | --------------- | --------------- | --------------- | ------------------ | ------------------ | ------------------ | ----------- | ----------- | ----------- | ------ | ------ | ------ |
| 2019            | Unión Comercio        | PD              | 9          | 0          | CP              | 0               | 0               |                    | -                  | -                  |             | -           | -           | 9      | 0      |        |
| 2019-2020       | Central Córdoba (SdE) | PD              | 3          | 0          | CA+CdL          | 2+0             | 0               |                    | -                  | -                  |             | -           | -           | 5      | 0      |        |
| Totale carriera | Totale carriera       | Totale carriera | 12         | 0          |                 | 2               | 0               |                    | -                  | -                  |             | -           | -           | 14     | 0      |        |